# Опатовацький десант
Опатовацький десант відбувався в часі з 3 по 5 грудня 1944 року — річковий десант, у якому брали участь радянські та югославські збройні сили; був здійснений кораблями радянської Дунайської військової флотилії у перебігу операції по вибиттю нацистських сил із території Югославії.

## Задум операції
Початком грудня 1944 року командуючий військами 3-го Українського фронту маршал СРСР Федір Толбухін запланував проведення наступальної операції, яку мали здійснити підрозділи 57-ї армії (командував генерал Михайло Шарохин) та 12-го корпусу НВАЮ.
Головним завданням операції було скувати сили противника задля недопущення перекидання нацистських частин на північ Угорщини, де в тому часі йшли напружені бої Будапештської наступальної операції. Тактичним завданням був наступ з рубежу Сусек — Мартініца в напрямі на північний схід та знищення німецького плацдарму — правий берег Дунаю, відтинок Ілок — гирло Драви. Дунайській військовій флотилії в часі операції ставилося завдання сприяти 57-й армії при захопленні укріплених дунайських містечок — Вуковар, Ілок, Опатовац та Сотін.
У першій частині операції Дунайська флотилія мала здійснити тактичні десанти в місто Ілок та Опатовац — у цих місцевостях тримали оборону частини групи армій «F», радянські сили 3 дні не могли прорвати її оборону. Командир флотилії віце-адмірал Сергій Горшков до корабельного загону десантування виділяє 5 артилерійських катерів зі складу 2-ї бригади річкових кораблів, командував капітан 2 рангу Олександр Аржавкін, та 5 мінних катерів у загін артилерійської підтримки. До складу десанту виділялися 305-й батальйон морської піхоти, окремий кулеметно-артилерійський батальйон, ще одна рота морської піхоти та два піхотних батальйони НВАЮ — 1522 бійці.

## Перебіг десантування
Близько 15-ї години 3 грудня 1944 року кораблі з десантом виходять із міста Новий Сад; загін по Дунаю проходить проти течії 57 кілометрів, з них 17 — по контрольованій противником території.
О пів на 2-гу ночі 4 грудня перший загін десантників висаджується в запланованому місці — за 2 кілометри від Опатоваца нижче по течії. Поява десантних сил для німецьких підрозділів стала несподіваною, до 6-ї години ранку був захоплений плацдарм, котрий сягав 2 км вглиб та 3 км по фронту. Після цього без втрат на плацдарм висаджується другий десантний загін; окрема група — 52 бійці — була десантована безпосередньо в місто Ілок (Хорватія, жупанія Вуковар-Срем).
Згідно задуму операції, о 6-й ранку мав розпочатися наступ головних сил 57-ї армії, однак згодом його було перенесено на 12-у годину. Тим часом нацистське керівництво в спішному порядку перекидає до плацдарму посилення. Радянсько-югославський десантний загін відбивав німецькі атаки до підходу 5 грудня головних сил. Дії десанту мали артилерійську підтримку берегового загону супроводу флотилії — коректувальники вогню були у складі десанту; у часі бою за плацдарм було знищено 20 вогневих точок, підбито до 20 танків й самохідних гармат, та вбито до 400 вояків противника. Після злучення з 68-м стрілецьким корпусом 57-ї армії десантники разом з головними частинами того ж дня займають міста Ілок та Опатовац.
Розвідувальна група біля Ілока відтягла на себе чисельне німецьке угрупування, з часом була витіснена на майже цілком затоплений острівець біля дунайського берега та під постійним вогнем впритул протрималася добу; зазначалося, що ця група в бою вбила понад взвод німецьких солдатів, живими лишилося 7 червоноармійців, 2 згодом померли від поранень.
У Дунайській флотилії втрат у кораблях не було; після здійснення першої частини операції Дунайська флотилія перейшла до другої частини — десанту у Вуковар.

## Вшанування
24 березня 1945 року розвідник Михайло Харін, що відзначився під час Опатовацького десанту та при штурмі Будапешта, вдостоєний звання Героя Радянського Союзу,
- у березні того ж року звання Героя СРСР вдостоївся капітан Григорій Коваленко.